# Crateroscelis murina
Crateroscelis murina es una especie de ave en familia la Pardalotidae. Se encuentra en Indonesia y Papúa Nueva Guinea. Sus hábitats naturales  son los bosques de tierras bajas húmedas tropicales o subtropicales, y los bosques de montanos húmedos tropicales o subtropicales. No se encuentra amenazado.